# Syntropis aalbui
Espèce
Syntropis aalbui est une espèce de scorpions de la famille des Vaejovidae.

## Distribution
Cette espèce est endémique de Basse-Californie au Mexique. Elle se rencontre vers Cataviña.

## Description
La femelle holotype mesure 78,35 mm.

## Étymologie
Cette espèce est nommée en l'honneur de Rolf L. Aalbu.

## Publication originale
- Soleglad, Lowe & Fet, 2007 : « Systematic observations on the scorpion genus Syntropis with descriptions of two new species (Scorpiones: Vaejovidae). » Boletin Sociedad Entomológica Aragonesa, no 40, p. 119−136 (texte intégral).